# Milovan Jakšić
Milovan Jakšić (Serbi Ciríl·lic: Mилoвaн Jaкшић) (Kolašin, Principat de Montenegro, 21 de setembre de 1909 - Alexandria, Egipte, 25 de desembre de 1953) fou un futbolista montenegrí que jugava de porter.
Recordat com El Gran Milovan, per la seva gran actuació durant la primera Copa del Món de futbol disputada a l'Uruguai el 1930, fou un dels principals artífexs que la selecció iugoslava arribés a semifinals de la competició. En total jugà nou partits amb Iugoslàvia, entre el 13 d'abril de 1930, en un amistós davant Bulgària (amb victòria per 6-1), i el 2 de setembre de 1934, en un altre amistós davant Txecoslovàquia (amb derrota per 3-1).
El seu principal club fou el BASK Belgrad, on jugà fins al 1939. També defensà els colors de l'SK Slavia Praha, on jugà uns mesos la temporada 1934-35, i a l'SK Ljubljana, on acabà la seva carrera.
Un cop retirat fou president de la Federació d'Entrenadors de Futbol de Iugoslàvia entre 1950 i 1953, i director tècnic de l'Estrella Roja de Belgrad. En un viatge d'aquest club a Alexandria l'hivern de 1953, morí sobtadament d'un atac de cor.